# Nati il 5 dicembre
| Questa pagina contiene informazioni ricavate automaticamente dalle voci biografiche con l'ausilio del template Bio e di un bot. L'aggiornamento è periodico e automatico e ricostruisce completamente la pagina. Se manca una persona in questa lista, sei pregato di non aggiungerla, ma accertati piuttosto che la sua voce biografica contenga il template Bio e che i dati anagrafici siano correttamente compilati. Se il template Bio manca, inseriscilo tu stesso o, in alternativa, metti l'avviso {{tmp\|Bio}} che ne segnala la mancanza. Se i dati riportati sono sbagliati, correggi direttamente la voce biografica; le modifiche saranno visibili in questa lista entro pochi giorni. Per chiarimenti vedi il progetto biografie. La lista contiene solo le 1.066 persone che sono citate nell'enciclopedia e per le quali è stato implementato correttamente il template Bio. Pagina aggiornata al 9 ago 2025. |

## XIV secolo(2)
- 1377 - Jianwen, imperatore cinese († 1402)
- 1389 - Zbigniew Oleśnicki, cardinale e vescovo cattolico polacco († 1455)

## XV secolo(3)
- 1443 - Papa Giulio II, papa, vescovo cattolico e cardinale italiano († 1513)
- 1470 - Willibald Pirckheimer, umanista, politico e giurista tedesco († 1530)
- 1477 - Baccio Valori, politico e condottiero italiano († 1537)

## XVI secolo(9)
- 1532 - Nikolaus Selnecker, teologo e organista tedesco († 1592)
- 1536 - Santi di Tito, pittore e architetto italiano († 1603)
- 1537 - Ashikaga Yoshiaki, militare giapponese († 1597)
- 1539 - Fausto Sozzini, teologo italiano († 1604)
- 1556 - Anne Cecil, nobile inglese († 1588)
- 1570 - Antonio Beatillo, teologo, storico e gesuita italiano († 1642)
- 1584 - Guido Fassi, inventore e artista italiano († 1649)
- 1593 - Liborius Wagner, presbitero tedesco († 1631)
- 1595 - Henry Lawes, musicista e compositore inglese († 1662)

## XVII secolo(18)
- 1612 - Giacomo Franzoni, cardinale e vescovo cattolico italiano († 1697)
- 1614 - Girolama Mazzarini, nobile italiana († 1656)
- 1630 - Sofia Augusta di Holstein-Gottorp, principessa († 1680)
- 1630 - Jean de Santeul, poeta francese († 1697)
- 1639 - Johann Christoph Pezel, compositore, violinista e trombettista tedesco († 1694)
- 1641 - Pierre Allix, pastore protestante, teologo e scrittore francese († 1717)
- 1643 - Giovanni Battista Anguisciola, arcivescovo cattolico e diplomatico italiano († 1707)
- 1644 - Claudio II Gonzaga, nobile italiano († 1708)
- 1648 - Charles François d'Angennes, corsaro, nobile e funzionario francese († 1691)
- 1652 - Bonaventura Lamberti, pittore italiano († 1721)
- 1653 - Giovanni Canti, pittore italiano († 1716)
- 1661 - Robert Harley, I conte di Oxford e conte di Mortimer, nobile e politico britannico († 1724)
- 1666 - Francesco Scarlatti, compositore italiano
- 1671 - Giuseppe Clemente di Baviera, arcivescovo cattolico tedesco († 1723)
- 1686 - Ludovico Mazzanti, pittore italiano († 1775)
- 1687 - Francesco Geminiani, violinista e compositore italiano († 1762)
- 1690 - Giambattista Mariotti, pittore italiano († 1749)
- 1697 - Giuseppe de Majo, compositore italiano († 1771)

## XVIII secolo(32)
- 1710 - Nicola Porta, pittore italiano († 1784)
- 1712 - Fernando de Sousa e Silva, cardinale e patriarca cattolico portoghese († 1786)
- 1713 - Matthijsz Nicolaas Aartman, illustratore e pittore olandese († 1793)
- 1726 - Cristiana Anna di Anhalt-Köthen, contessa († 1790)
- 1729 - Charles Gore, pittore inglese († 1807)
- 1730 - José Nicolás de Azara, diplomatico, mecenate e collezionista d'arte spagnolo († 1804)
- 1737 - Louis-Fouquet de Vincens de Saint-Michel d'Agoult, nobile e militare francese († 1813)
- 1741 - Francesco Nicola Bellosio, organaro italiano († 1820)
- 1743 - Louisa Lennox, nobildonna inglese († 1821)
- 1744 - Giacomo Boselli, ceramista italiano († 1808)
- 1745 - Jean-Jacques Duval d'Eprémesnil, magistrato e politico francese († 1794)
- 1746 - Nicola Saverio Gamboni, patriarca cattolico italiano († 1808)
- 1748 - Giuseppe Gaudenzio Mazzola, pittore italiano († 1838)
- 1757 - Jean-Baptiste Rauzan, presbitero francese († 1847)
- 1760 - Vincenzo Lante Montefeltro della Rovere, VI duca di Bomarzo, nobile italiano († 1811)
- 1760 - Günther Federico Carlo I di Schwarzburg-Sondershausen, principe († 1837)
- 1761 - Joseph L'Espine, militare francese († 1826)
- 1764 - Philipp Karl Buttmann, filologo classico tedesco († 1829)
- 1764 - Charles Duncombe, I barone Feversham, politico inglese († 1841)
- 1769 - Johann Christian Mikan, entomologo, botanico e zoologo austriaco († 1844)
- 1772 - Anna Ivanovna Barjatinskaja, nobildonna russa († 1825)
- 1776 - Konrad Johann Martin Langenbeck, chirurgo, oculista e anatomista tedesco († 1851)
- 1777 - Carlo d'Inzaghi, politico e nobile austriaco († 1856)
- 1780 - Alexandre Du Mège, archeologo e storico francese († 1862)
- 1781 - Ferdinand Kinsky von Wchinitz und Tettau, principe († 1812)
- 1782 - Martin Van Buren, politico statunitense († 1862)
- 1792 - Andrés de Santa Cruz, politico peruviano († 1865)
- 1798 - Alexandre Colin, pittore e litografo francese († 1875)
- 1799 - Carlo Cavalli, politico italiano († 1860)
- 1799 - Auguste Hussenot, pittore e decoratore francese († 1885)
- 1799 - Joshua Lanier Martin, politico statunitense († 1856)
- 1800 - James Baker Payne, pittore inglese († 1870)

## XIX secolo(155)
- 1802 - John Horner, politico statunitense († 1883)
- 1802 - Charles Louis de Maere, imprenditore e compositore belga († 1885)
- 1803 - Thomas Jefferson Rusk, politico statunitense († 1857)
- 1803 - Fëdor Ivanovič Tjutčev, scrittore e poeta russo († 1873)
- 1804 - Cesare Cantù, storico, letterato e politico italiano († 1895)
- 1804 - Hermann Heykamp, vescovo vetero-cattolico olandese († 1874)
- 1804 - Agnese di Hohenlohe-Langenburg, nobile tedesca († 1835)
- 1806 - Anne Pratt, illustratrice e ornitologa britannica († 1893)
- 1810 - Ignazio Cantù, saggista italiano († 1877)
- 1810 - Sisto Riario Sforza, cardinale e arcivescovo cattolico italiano († 1877)
- 1811 - Arthur-Marie Le Hir, biblista, orientalista e presbitero francese († 1868)
- 1812 - Ambrogio di Optina, religioso e santo russo († 1891)
- 1812 - Leonardo Massabò, pittore italiano († 1886)
- 1813 - Aimé-Louis Champollion, storico, bibliotecario e archivista francese († 1894)
- 1813 - Gennadij Ivanovič Nevel'skoj, navigatore e esploratore russo († 1876)
- 1815 - Edward Henry Corbould, pittore britannico († 1905)
- 1817 - Raffaele Lanciano, politico, patriota e medico italiano († 1898)
- 1819 - Domenico Capellina, politico italiano († 1860)
- 1822 - Elizabeth Cabot Agassiz, educatrice e scrittrice statunitense († 1907)
- 1823 - Carlo Mariani, ingegnere, architetto e militare italiano († 1883)
- 1824 - Giuseppe Giovanelli, politico italiano († 1886)
- 1824 - Vilém Dušan Lambl, medico ceco († 1895)
- 1825 - E. Marlitt, scrittrice tedesca († 1887)
- 1827 - Henri d'Arbois de Jubainville, docente francese († 1910)
- 1827 - Eusebio Oehl, medico e patriota italiano († 1903)
- 1830 - Aliprando Moriggia, medico italiano († 1906)
- 1830 - Christina Rossetti, poetessa britannica († 1894)
- 1831 - Pietro Compagna, politico italiano († 1910)
- 1831 - Hans Heinrich Landolt, chimico svizzero († 1910)
- 1831 - Emilio Ponzio Vaglia, generale e politico italiano († 1912)
- 1832 - Ernst Oppert, tedesco († 1903)
- 1832 - Stefano Tempia, compositore, violinista e direttore di coro italiano († 1878)
- 1832 - Fortunato Vinelli, vescovo cattolico italiano († 1910)
- 1832 - Charles Yriarte, scrittore e disegnatore francese († 1898)
- 1836 - Vincenzo Vannutelli, cardinale e arcivescovo cattolico italiano († 1930)
- 1838 - Angelo Volpe, pittore italiano († 1894)
- 1839 - George Armstrong Custer, militare statunitense († 1876)
- 1841 - Marcus Daly, imprenditore irlandese († 1900)
- 1842 - Pierre-Louis Péchenard, vescovo cattolico e storico francese († 1920)
- 1844 - Heinrich Fritsch, ginecologo tedesco († 1915)
- 1845 - Giacomo Ginotti, scultore italiano († 1897)
- 1846 - Oreste Pasquarelli, fotografo e inventore italiano († 1918)
- 1849 - Francesco D'Ovidio, filologo e critico letterario italiano († 1925)
- 1849 - Rafael Reyes, politico e generale colombiano († 1921)
- 1849 - Bernhard Solger, anatomista tedesco († 1935)
- 1850 - Alexander Girardi, tenore austriaco († 1918)
- 1851 - Seniha Sultan, principessa ottomana († 1931)
- 1853 - Alfredo Comandini, giornalista e politico italiano († 1923)
- 1853 - Nicola Giorgi, politico italiano († 1909)
- 1855 - Clinton Hart Merriam, zoologo, ornitologo e entomologo statunitense († 1942)
- 1856 - Alice Brown, scrittrice e poetessa statunitense († 1948)
- 1856 - Walther von Dyck, matematico tedesco († 1934)
- 1856 - Ricciardo Meacci, pittore italiano († 1938)
- 1857 - Francesco Tripepi, politico italiano († 1910)
- 1858 - Giuseppe Aureli, pittore italiano († 1929)
- 1858 - Louise Beaudet, attrice canadese († 1947)
- 1859 - Antonio María De Reyna Manescau, pittore spagnolo († 1937)
- 1859 - Charles Henry Gilbert, ittiologo statunitense († 1928)
- 1859 - John Jellicoe, ammiraglio inglese († 1935)
- 1859 - Sidney Lee, scrittore e biografo britannico († 1926)
- 1861 - Armando Diaz, generale italiano († 1928)
- 1861 - Konstantin Alekseevič Korovin, pittore e scenografo russo († 1939)
- 1861 - Frances Theodora Parsons, botanica statunitense († 1952)
- 1862 - William Walker Atkinson, giurista e filosofo statunitense († 1932)
- 1862 - Nicolae Filipescu, politico romeno († 1916)
- 1863 - Paul Painlevé, matematico e politico francese († 1933)
- 1865 - Guido Podrecca, politico e giornalista italiano († 1923)
- 1865 - Luigi Sorricchio, archeologo e storico italiano († 1916)
- 1867 - Antti Aarne, scrittore finlandese († 1925)
- 1867 - Gabriele Grasso, geografo italiano († 1908)
- 1867 - James Lackaye, attore e regista statunitense († 1919)
- 1867 - Józef Piłsudski, rivoluzionario, generale e politico polacco († 1935)
- 1868 - Percy Nash, regista britannico († 1958)
- 1868 - Arnold Sommerfeld, fisico e matematico tedesco († 1951)
- 1868 - Luciano Zuccoli, scrittore, giornalista e romanziere svizzero († 1929)
- 1869 - Ellis Parker Butler, scrittore statunitense († 1937)
- 1872 - Marco De Marchi, imprenditore, naturalista e filantropo italiano († 1936)
- 1874 - Henriette Caillaux, assassina francese († 1943)
- 1875 - Delia Akeley, esploratrice statunitense († 1970)
- 1875 - Ángel Castro y Argiz, militare spagnolo († 1956)
- 1875 - Arthur Currie, generale canadese († 1933)
- 1875 - Manuel Romerales Quintero, generale spagnolo († 1936)
- 1876 - Edward Bushnell, mezzofondista statunitense († 1951)
- 1877 - Alessandro Anzani, progettista, pilota motociclistico e imprenditore italiano († 1956)
- 1878 - Arrigo Pedrollo, pianista, direttore d'orchestra e compositore italiano († 1964)
- 1879 - Alfredo Maria Cavagna, vescovo cattolico italiano († 1970)
- 1879 - Clyde Vernon Cessna, aviatore e progettista statunitense († 1954)
- 1879 - Anthony Jahnke, ginnasta e multiplista statunitense († 1953)
- 1880 - Giulio Fara, musicologo italiano († 1949)
- 1880 - André Heuzé, regista, sceneggiatore e attore francese († 1942)
- 1880 - Francesco Longo Mancini, pittore italiano († 1954)
- 1880 - Luis Miró Quesada de la Guerra, politico, diplomatico e giornalista peruviano († 1976)
- 1881 - Vincenzo Azzolini, banchiere italiano († 1967)
- 1881 - René Cresté, attore, regista e produttore cinematografico francese († 1922)
- 1881 - György Pallavicini, nobile, politico e militare ungherese († 1946)
- 1882 - Giulio Canella, filosofo e militare italiano († 1916)
- 1882 - William Greggan, tiratore di fune britannico († 1976)
- 1882 - Padma Shamsher Jang Bahadur Rana, politico nepalese († 1961)
- 1883 - Ben Carré, scenografo e costumista francese († 1978)
- 1883 - Édouard Delmont, attore francese († 1955)
- 1883 - Maria Duchêne, contralto francese († 1947)
- 1883 - Sabas Reyes Salazar, presbitero e santo messicano († 1927)
- 1884 - Renato Serra, critico letterario e scrittore italiano († 1915)
- 1884 - Fritz Arno Wagner, direttore della fotografia tedesco († 1958)
- 1885 - Louise Bryant, giornalista e scrittrice statunitense († 1936)
- 1885 - Maria Rygier, politica italiana († 1953)
- 1885 - Angelo Tonolo, matematico italiano († 1962)
- 1886 - Alberto Curci, violinista e compositore italiano († 1973)
- 1886 - Ardeshir Irani, regista e produttore cinematografico indiano († 1969)
- 1886 - Masakazu Kawabe, generale giapponese († 1965)
- 1886 - Ferdinando Longinotti, vescovo cattolico italiano († 1977)
- 1886 - Umberto Pennano, calciatore italiano († 1961)
- 1886 - Rose Wilder Lane, scrittrice, politologa e saggista statunitense († 1968)
- 1887 - Ludwig Hofmeister, calciatore tedesco († 1959)
- 1887 - Bruno Malaguti, generale italiano († 1945)
- 1888 - Algoth Niska, calciatore finlandese († 1954)
- 1888 - Paolo Racagni, militare italiano († 1917)
- 1889 - Valentino Babini, generale italiano († 1952)
- 1889 - Damia, cantante e attrice francese († 1978)
- 1889 - Hermann Neisse, calciatore tedesco († 1932)
- 1890 - David Bomberg, pittore britannico († 1957)
- 1890 - Mehmet Fuad Köprülü, politico e storico turco († 1966)
- 1890 - Fritz Lang, regista, sceneggiatore e scrittore austriaco († 1976)
- 1890 - Ida Russka, cantante e attrice ungherese († 1983)
- 1891 - Andrėj Cikota, presbitero bielorusso († 1952)
- 1891 - La Goya, cantante spagnola († 1950)
- 1891 - Theodor Kröger, scrittore tedesco († 1958)
- 1891 - Edna Payne, attrice statunitense († 1953)
- 1892 - Giulio Agostini, politico italiano († 1978)
- 1892 - Per Haraldsen, calciatore norvegese († 1928)
- 1892 - Achille Lauro, militare italiano († 1941)
- 1892 - Alessandro Trabucchi, militare italiano († 1982)
- 1892 - Friedrich Wiese, generale tedesco († 1975)
- 1893 - Kid Williams, pugile danese († 1973)
- 1893 - Guido Rispoli, politico e bibliotecario italiano († 1982)
- 1894 - Enrico Michele Demarchi, politico e imprenditore italiano († 1980)
- 1894 - Josh Malihabadi, poeta indiano († 1982)
- 1894 - Arturo Michelini, calciatore italiano
- 1894 - Charles Robberts Swart, politico sudafricano († 1982)
- 1896 - Carl Ferdinand Cori, biochimico ceco († 1984)
- 1896 - Stuart Heisler, regista e montatore statunitense († 1979)
- 1896 - Enzo Morelli, pittore e illustratore italiano († 1976)
- 1897 - Livio Duce, militare italiano († 1943)
- 1897 - Nunnally Johnson, regista statunitense († 1977)
- 1897 - Tina Lattanzi, attrice e doppiatrice italiana († 1997)
- 1897 - Bernardo Perin, calciatore italiano († 1964)
- 1897 - Gershom Scholem, filosofo e teologo tedesco († 1982)
- 1898 - Henri Gouhier, filosofo e storico della filosofia francese († 1994)
- 1898 - Grace Moore, soprano e attrice statunitense († 1947)
- 1899 - Kol Bibë Mirakaj, insegnante e politico albanese († 1968)
- 1899 - Giovanni Demaria, economista italiano († 1998)
- 1899 - Luigi di Borbone-Parma, principe († 1967)
- 1900 - Jimmy Dimmock, calciatore inglese († 1972)
- 1900 - Robert Joyaut, calciatore francese († 1966)
- 1900 - Marion Orth, sceneggiatrice statunitense († 1984)

## XX secolo(831)
- 1901 - Walt Disney, animatore, imprenditore e produttore cinematografico statunitense († 1966)
- 1901 - Milton Erickson, psichiatra e psicoterapeuta statunitense († 1980)
- 1901 - Jimmy Fleming, calciatore scozzese († 1969)
- 1901 - Werner Karl Heisenberg, fisico tedesco († 1976)
- 1901 - Hanns Jelinek, compositore austriaco († 1969)
- 1901 - Sally Long, attrice e ballerina statunitense († 1987)
- 1901 - Arthur Samuel, informatico statunitense († 1990)
- 1902 - Emeric Pressburger, regista, sceneggiatore e produttore cinematografico ungherese († 1988)
- 1902 - Agostino Sette, anarchico e antifascista italiano († 1936)
- 1902 - Strom Thurmond, politico statunitense († 2003)
- 1903 - Tommaso Corsini, politico italiano († 1980)
- 1903 - Arnold Gingrich, critico letterario e giornalista statunitense († 1976)
- 1903 - Johannes Heesters, attore e cantante olandese († 2011)
- 1903 - Cyril V. Jackson, astronomo sudafricano († 1988)
- 1903 - Cecil Frank Powell, fisico britannico († 1969)
- 1903 - Giuseppe Togni, politico italiano († 1981)
- 1904 - Pierre Chenal, regista e sceneggiatore francese († 1990)
- 1904 - Domina Jalbert, inventore canadese († 1991)
- 1904 - Frans Mosman, schermidore olandese († 1994)
- 1904 - Giuseppe Peretti, medico, fisiologo e politico italiano († 1976)
- 1904 - Achille Sacchi, calciatore italiano († 1990)
- 1904 - Al Tripoli, pugile statunitense († 1990)
- 1905 - Amedeo Angilella, pittore italiano († 2005)
- 1905 - Nikola Babić, calciatore jugoslavo († 1974)
- 1905 - Bruce Drake, cestista, giocatore di football americano e allenatore di pallacanestro statunitense († 1983)
- 1905 - Dino Olivieri, musicista, compositore e direttore d'orchestra italiano († 1963)
- 1905 - Frank Pakenham, politico e scrittore inglese († 2001)
- 1905 - Natalia Pavlovna Paley, modella e attrice francese († 1981)
- 1905 - Aleksandr Germanovič Prejs, scrittore, drammaturgo e librettista sovietico († 1942)
- 1905 - Otto Preminger, regista, produttore cinematografico e attore austriaco († 1986)
- 1905 - Giovanni Romano, architetto italiano († 1990)
- 1905 - Václav Vaník, calciatore cecoslovacco († 1964)
- 1906 - Herbert Girton Deignan, ornitologo statunitense († 1968)
- 1906 - Nicolae Herescu, latinista, traduttore e poeta romeno († 1961)
- 1906 - Winthrop Palmer, hockeista su ghiaccio statunitense († 1970)
- 1906 - Willard Van Dyke, fotografo statunitense († 1986)
- 1907 - William Barclay, presbitero, teologo e biblista britannico († 1978)
- 1907 - Lin Biao, generale, politico e scrittore cinese († 1971)
- 1907 - Giuseppe Occhialini, fisico italiano († 1993)
- 1907 - Béla Volentik, calciatore e allenatore di calcio ungherese († 1990)
- 1908 - Gerald Ketchum, militare statunitense († 1992)
- 1908 - Louis Versyp, calciatore e allenatore di calcio belga († 1988)
- 1908 - Flora Volpini, scrittrice, pittrice e politica italiana († 2005)
- 1908 - Aracy de Carvalho, funzionaria e diplomatica brasiliana († 2011)
- 1909 - Argentina Díaz Lozano, scrittrice e poetessa honduregna († 1999)
- 1909 - Herman Murray, hockeista su ghiaccio canadese († 1998)
- 1910 - Luis Arcaraz, pianista, compositore e direttore d'orchestra messicano († 1963)
- 1910 - Virginia Lee Corbin, attrice statunitense († 1942)
- 1910 - Julio Antonio Elícegui, calciatore spagnolo († 2001)
- 1910 - Abraham Polonsky, regista, sceneggiatore e scrittore statunitense († 1999)
- 1910 - Elio Ragni, velocista italiano († 1998)
- 1910 - Guido Sellan, calciatore italiano
- 1910 - Michail Semičastnyj, calciatore e allenatore di calcio sovietico († 1978)
- 1910 - Dino Tasselli, calciatore italiano († 1985)
- 1911 - Alessandro Fersen, drammaturgo, attore e regista teatrale italiano († 2001)
- 1911 - Vladimir Konstantinovič Konovalov, ammiraglio sovietico († 1967)
- 1911 - Germano Lanino, calciatore italiano († 1988)
- 1911 - Florindo Longagnani, arbitro di calcio italiano († 1953)
- 1911 - Alfred Manessier, pittore, incisore e costumista francese († 1993)
- 1911 - Carlos Marighella, politico, guerrigliero e scrittore brasiliano († 1969)
- 1911 - Carla Prina, pittrice italiana († 2008)
- 1911 - Bertold Spuler, orientalista e iranista tedesco († 1990)
- 1911 - Władysław Szpilman, compositore e pianista polacco († 2000)
- 1912 - Giovanni Becatti, archeologo e funzionario italiano († 1973)
- 1912 - Keisuke Kinoshita, regista e sceneggiatore giapponese († 1998)
- 1912 - Francesco Liverani, arbitro di calcio italiano († 1985)
- 1913 - Giovanni Bisio, ciclista su strada italiano († 1954)
- 1913 - Giovanni Bollea, psichiatra italiano († 2011)
- 1913 - Esther Borja, soprano cubana († 2013)
- 1913 - Margaret Hayes, attrice statunitense († 1977)
- 1913 - Robert MacBryde, pittore e scenografo scozzese († 1966)
- 1913 - Hubert Meyer, militare tedesco († 2012)
- 1914 - Lina Bo Bardi, architetta e designer italiana († 1992)
- 1914 - Carlo Borgonovo, calciatore italiano († 1987)
- 1914 - Piero Caldirola, fisico italiano († 1984)
- 1914 - Odette Joyeux, attrice e sceneggiatrice francese († 2000)
- 1914 - Hans Hellmut Kirst, scrittore tedesco († 1989)
- 1914 - Walter Lazzaro, pittore, attore e docente italiano († 1989)
- 1916 - Paul Aste, slittinista e bobbista austriaco
- 1916 - Veronika Dudarova, direttrice d'orchestra sovietica († 2009)
- 1916 - Hilary Koprowski, virologo e immunologo polacco († 2013)
- 1916 - Ricardo Vaghi, calciatore argentino
- 1917 - Ken Downing, pilota di Formula 1 britannico († 2004)
- 1918 - Charity Adams Earley, militare statunitense († 2002)
- 1918 - Joseph Thao Tiên, presbitero laotiano († 1954)
- 1918 - Vladimir Markovič Šredel', regista cinematografico sovietico († 1993)
- 1919 - Adriana Benetti, attrice e insegnante italiana († 2016)
- 1919 - Gino Cesaroni, politico italiano († 1997)
- 1919 - Guido Gorgatti, attore italiano († 2023)
- 1919 - Dalmacio Langarica, ciclista su strada e dirigente sportivo spagnolo († 1985)
- 1919 - Zoltan Norman, pallanuotista rumeno († 2001)
- 1919 - Rizzieri Rodeghiero, fondista e combinatista nordico italiano († 1996)
- 1919 - Raffaele Vessichelli, magistrato italiano († 1990)
- 1919 - Hennes Weisweiler, calciatore e allenatore di calcio tedesco († 1983)
- 1920 - Adolfo Beria di Argentine, magistrato, giornalista e giurista italiano († 2000)
- 1920 - Chiss, scultore, incisore e pittore italiano († 1995)
- 1920 - Diego De Leo, arbitro di calcio italiano († 2015)
- 1920 - Domenico Monterisi, calciatore italiano († 1941)
- 1920 - Giuseppe Pesce, generale, aviatore e scrittore italiano († 2009)
- 1920 - Ernani Vassallo, calciatore italiano
- 1920 - Tomaso Volpi, calciatore uruguaiano
- 1921 - Satoru Anabuki, aviatore e militare giapponese († 2005)
- 1921 - Marcial Ávalos, calciatore paraguaiano
- 1921 - Francesco Candelli, politico e operaio italiano († 1993)
- 1921 - Felix Endrich, bobbista svizzero († 1953)
- 1921 - Hoot Gibson, cestista statunitense († 1958)
- 1921 - Jim Homer, cestista statunitense († 1992)
- 1921 - André Jacowski, allenatore di calcio e calciatore francese († 2002)
- 1921 - Eeva-Liisa Manner, poetessa, drammaturga e traduttrice finlandese († 1995)
- 1921 - Veljko Milatović, politico montenegrino († 2004)
- 1921 - Gigi Movilia, giornalista, critico musicale e scrittore italiano († 2019)
- 1921 - Louis de Froment, direttore d'orchestra francese († 1994)
- 1922 - Benjamin Creme, pittore e scrittore scozzese († 2016)
- 1922 - Bill Davidson, imprenditore e dirigente sportivo statunitense († 2009)
- 1922 - Grigorij Grigor'evič Nikulin, regista sovietico († 2007)
- 1922 - Donald Irwin Robertson, pianista e cantautore statunitense († 2015)
- 1922 - Tony Skyrme, fisico britannico († 1987)
- 1923 - Gunnar Andresen, calciatore norvegese († 2000)
- 1923 - Norman Burton, attore statunitense († 2003)
- 1923 - Jacques Dupuis, gesuita belga († 2004)
- 1923 - Arnold Rodgers, calciatore inglese († 1993)
- 1923 - Vladimir Fëdorovič Tendrjakov, scrittore sovietico († 1984)
- 1924 - Domenico Alvaro, mafioso italiano († 2010)
- 1924 - Massimo Pradella, direttore d'orchestra e violinista italiano († 2021)
- 1924 - Antonio Zerbini, basso italiano († 1987)
- 1925 - Carlos Bello, calciatore argentino († 2001)
- 1925 - Bernardo Malacrida, regista italiano († 2003)
- 1925 - Alastair McCorquodale, velocista e crickettista britannico († 2009)
- 1925 - Henri Oreiller, sciatore alpino e pilota automobilistico francese († 1962)
- 1925 - Ricardo Paseyro, scrittore, poeta e diplomatico uruguaiano († 2009)
- 1925 - Anastasio Somoza Debayle, politico e militare nicaraguense († 1980)
- 1925 - Miklós Szilvásy, lottatore ungherese († 1969)
- 1926 - Henrique Ben David, calciatore portoghese († 1978)
- 1926 - Nevio Ferrari, calciatore italiano († 2010)
- 1926 - Enrica Follieri, filologa, bizantinista e paleografa italiana († 1999)
- 1926 - Renzo Tortelli, fotografo italiano († 2019)
- 1927 - Bhumibol Adulyadej, re thailandese († 2016)
- 1927 - William F. Goodling, politico statunitense († 2017)
- 1927 - Bob MacKinnon, cestista, allenatore di pallacanestro e dirigente sportivo statunitense († 2015)
- 1927 - Óscar Míguez, calciatore uruguaiano († 2006)
- 1927 - Zdravko Rajkov, allenatore di calcio e calciatore jugoslavo († 2006)
- 1927 - Vincenzo Rimedio, vescovo cattolico italiano
- 1927 - Dino Zucchi, cestista italiano († 2011)
- 1928 - Fulvio Cerofolini, partigiano, politico e sindacalista italiano († 2011)
- 1928 - Barbara Krafftówna, attrice polacca († 2022)
- 1928 - Bruno Landi, ciclista su strada italiano († 2005)
- 1929 - Noor Alam, hockeista su prato pakistano († 2003)
- 1929 - Alfredo Bisignani, politico, sindacalista e giornalista italiano († 2009)
- 1929 - Gino Burcovich, cestista, arbitro di pallacanestro e dirigente sportivo italiano († 2010)
- 1929 - José Chocano, cestista peruviano († 2023)
- 1929 - Gillian Freeman, scrittrice e insegnante inglese († 2019)
- 1929 - Herbert O. House, chimico statunitense († 2013)
- 1929 - Charles Malamoud, storico delle religioni, orientalista e indologo francese
- 1929 - Gerhard Schaller, calciatore tedesco orientale († 2006)
- 1929 - Erwin Mark Stern, psicologo statunitense († 2014)
- 1929 - Annikki Tähti, cantante e attrice finlandese († 2017)
- 1930 - Lionel Cox, pistard australiano († 2010)
- 1930 - Guttorm Fløistad, filosofo norvegese
- 1930 - Larry Kert, attore, cantante e ballerino statunitense († 1991)
- 1930 - Sergio Lusso, calciatore italiano († 1998)
- 1930 - Domenico Oppedisano, mafioso italiano
- 1930 - Brian Tobin, tennista e dirigente sportivo australiano († 2024)
- 1930 - Roger Vonlanthen, calciatore e allenatore di calcio svizzero († 2020)
- 1931 - Jean-François Bergier, storico svizzero († 2009)
- 1931 - Robert Fowler, pistard sudafricano († 2001)
- 1931 - Romolo Guerrieri, regista e sceneggiatore italiano
- 1931 - Kyōko Kagawa, attrice giapponese
- 1931 - Ladislav Novák, allenatore di calcio e calciatore cecoslovacco († 2011)
- 1931 - Giuseppe Rubinacci, politico italiano
- 1932 - Fazu Alijeva, poetessa russa († 2016)
- 1932 - Romano Artioli, imprenditore italiano
- 1932 - Ray Austin, regista, produttore televisivo e attore britannico († 2023)
- 1932 - Sheldon Lee Glashow, fisico statunitense
- 1932 - Jim Hurtubise, pilota automobilistico statunitense († 1989)
- 1932 - Germano Marri, politico italiano
- 1932 - Ludwig Minelli, avvocato svizzero
- 1932 - Nadira, attrice indiana († 2006)
- 1932 - Little Richard, cantautore, pianista e attore statunitense († 2020)
- 1932 - Jacques Roubaud, matematico, poeta e scrittore francese († 2024)
- 1932 - Giampaolo Rugarli, scrittore italiano († 2014)
- 1933 - Adolph Caesar, attore statunitense († 1986)
- 1933 - Edward Daly, vescovo cattolico britannico († 2016)
- 1933 - Bernard Haller, attore, comico e doppiatore svizzero († 2009)
- 1933 - Branko Radović, cestista e allenatore di pallacanestro jugoslavo († 1993)
- 1933 - William Utermohlen, pittore statunitense († 2007)
- 1934 - Hassan Akesbi, calciatore marocchino († 2024)
- 1934 - Giuseppe Calzolari, calciatore italiano († 2005)
- 1934 - Art Davis, contrabbassista statunitense († 2007)
- 1934 - Joan Didion, giornalista, scrittrice e saggista statunitense († 2021)
- 1934 - Fayza Ahmed, cantante e attrice siriana († 1983)
- 1934 - Luigi Foti, politico italiano († 2021)
- 1934 - Ingvar Hirdwall, attore svedese († 2023)
- 1934 - Aldo Lado, regista, sceneggiatore e scrittore italiano († 2023)
- 1934 - Julius Wess, fisico austriaco († 2007)
- 1935 - Andrej Abramov, pugile sovietico († 1995)
- 1935 - Marise Chamberlain, mezzofondista neozelandese († 2024)
- 1935 - Vittorio Mascalchi, pittore italiano († 2010)
- 1935 - Étienne Sansonetti, calciatore francese († 2018)
- 1935 - Jurij Vlasov, sollevatore, scrittore e politico sovietico († 2021)
- 1935 - Elżbieta Wężyk, ex cestista polacca
- 1936 - Giuliano Biggi, allenatore di calcio e ex calciatore italiano
- 1936 - James Lee Burke, scrittore statunitense
- 1936 - Robert Freeman, fotografo e grafico britannico († 2019)
- 1936 - Danuta Iwanow, cestista polacca († 1988)
- 1936 - Lewis Nkosi, scrittore e giornalista sudafricano († 2010)
- 1936 - Giuseppe Trautteur, fisico e scrittore italiano
- 1937 - Antonio Albanese, schermidore italiano († 2013)
- 1937 - Siegfried Ballerstedt, ex pallanuotista tedesco orientale
- 1937 - Sotìr Ferrara, vescovo cattolico italiano († 2017)
- 1937 - Maud Hansson, attrice svedese († 2020)
- 1937 - Kalevi Laurila, fondista finlandese († 1991)
- 1937 - Bruno Nespoli, calciatore italiano († 1960)
- 1937 - Guy Thomazeau, arcivescovo cattolico francese
- 1937 - Raffaele Verdicchio, politico italiano († 2020)
- 1938 - Fabio Bettini, pugile italiano († 2012)
- 1938 - Terry Caldwell, ex calciatore inglese
- 1938 - J.J. Cale, cantautore e chitarrista statunitense († 2013)
- 1938 - David Cordingly, storico inglese
- 1938 - Mark Lazarus, calciatore inglese († 2025)
- 1938 - Giuseppe Matulli, politico italiano († 2024)
- 1938 - Heidi Schmid, ex schermitrice tedesca
- 1938 - Umberto Vattani, diplomatico italiano
- 1939 - John Berendt, scrittore e giornalista statunitense
- 1939 - Ricardo Bofill, architetto e urbanista spagnolo († 2022)
- 1939 - Kōnstantinos Droutsas, politico greco
- 1939 - Konstantinos Plevris, politico greco
- 1940 - Alfred Heiß, ex calciatore tedesco-occidentale
- 1940 - Boris Ignat'ev, ex calciatore e allenatore di calcio sovietico
- 1940 - Annibale Marini, giurista italiano
- 1940 - Paolo Pillitteri, politico, giornalista e critico cinematografico italiano († 2024)
- 1940 - Giusto Sciacchitano, ex magistrato italiano
- 1941 - Péter Balázs, politico, diplomatico e economista ungherese
- 1941 - Giorgio Favretto, attore, doppiatore e direttore del doppiaggio italiano († 2025)
- 1942 - Salvatore Bonadonna, sindacalista e politico italiano
- 1942 - Josef Kiefer, ex calciatore e allenatore di calcio tedesco
- 1942 - Annick Level, ex schermitrice francese
- 1942 - Jean-Pierre Mazery, economista francese
- 1942 - Hezahiah Nyamau, ex velocista keniota
- 1942 - Daniel Revenu, schermidore francese († 2024)
- 1942 - Klaus Sammer, ex calciatore e allenatore di calcio tedesco orientale
- 1942 - Michael Townley, criminale, collaboratore di giustizia e ex agente segreto statunitense
- 1943 - Aleksandr Gavrilov, ex pattinatore artistico su ghiaccio sovietico
- 1943 - Eva Joly, magistrata e politica norvegese
- 1943 - Bobby Thomson, allenatore di calcio e calciatore inglese († 2009)
- 1943 - Nicolae Văcăroiu, politico e economista romeno
- 1943 - Ermenegildo Valle, allenatore di calcio e ex calciatore italiano
- 1943 - Robin James Wilson, matematico britannico
- 1943 - Andrew Yeom Soo-jung, cardinale e arcivescovo cattolico sudcoreano
- 1944 - Hideyuki Ashihara, karateka e maestro di karate giapponese († 1995)
- 1944 - Renato Cunha Valle, ex calciatore brasiliano
- 1944 - Jeroen Krabbé, attore e regista olandese
- 1944 - Jürgen Kriz, psicologo tedesco
- 1944 - Tonny Lindberg, cantante e chitarrista svedese († 2019)
- 1944 - Shan Mao, attore hongkonghese († 1977)
- 1944 - Aldo Schiavone, storico e saggista italiano
- 1944 - José Vilaplana Blasco, vescovo cattolico spagnolo
- 1945 - Cliff Ellis, allenatore di pallacanestro statunitense
- 1945 - Gastone Giacinti, ex calciatore italiano
- 1945 - Jocelyn Hattab, regista, autore televisivo e conduttore televisivo francese
- 1945 - Moshe Katsav, politico iraniano
- 1945 - Monica Maimone, drammaturga e regista teatrale italiana
- 1946 - Rodney Alexander, politico statunitense
- 1946 - José Carreras, tenore spagnolo
- 1946 - Baayork Lee, attrice, ballerina e coreografa statunitense
- 1946 - Eva-Britt Svensson, politica svedese
- 1947 - Lito Álvarez, ex tennista argentino
- 1947 - Yehoshua Feigenbaum, allenatore di calcio e ex calciatore israeliano
- 1947 - Egberto Gismonti, compositore e polistrumentista brasiliano
- 1947 - Bruce Golding, politico giamaicano
- 1947 - Žùgdėrdėmidijn Gùrragčaa, cosmonauta e politico mongolo
- 1947 - Mayako Kubo, compositrice giapponese
- 1947 - Valerij Lichačëv, ex ciclista su strada sovietico
- 1947 - Jim Messina, musicista e cantante statunitense
- 1947 - Jim Plunkett, giocatore di football americano statunitense
- 1947 - Rick Wills, bassista britannico
- 1948 - Jurij Degterëv, calciatore sovietico († 2022)
- 1948 - Igor Galo, attore serbo
- 1948 - Paolo Longo, giornalista italiano
- 1948 - Gino Settimi, politico italiano
- 1948 - Charlie Yelverton, ex cestista e allenatore di pallacanestro statunitense
- 1949 - Pamela Blair, attrice, cantante e ballerina statunitense († 2023)
- 1949 - Paolo Frau, criminale italiano († 2002)
- 1949 - Bruce Melnick, ex astronauta statunitense
- 1949 - Enrico Pieranunzi, pianista, compositore e arrangiatore italiano
- 1949 - Edith Prock, cantante tedesca
- 1949 - Carmelo Spitaleri, politico italiano
- 1949 - Lanny Wadkins, golfista statunitense
- 1949 - Abdullah Senussi, generale sudanese
- 1950 - Fauzija Bajramova, politica e scrittrice russa
- 1950 - Camarón de la Isla, cantante spagnolo († 1992)
- 1950 - Steve Furness, giocatore di football americano statunitense († 2000)
- 1950 - Nick Jameson, attore e doppiatore statunitense
- 1950 - Meindert van Veen, allenatore di pallacanestro olandese
- 1950 - Oswaldo de Oliveira, allenatore di calcio brasiliano
- 1951 - Ardiansyah, scacchista indonesiano († 2017)
- 1951 - Morgan Brittany, attrice statunitense
- 1951 - Larry Zbyszko, ex wrestler statunitense
- 1952 - João António Ferreira Resende Alves, allenatore di calcio e ex calciatore portoghese
- 1952 - Günther Förg, pittore, scultore e fotografo tedesco († 2013)
- 1952 - Silvana Nappi, politica italiana
- 1952 - Dave Tomassoni, politico e hockeista su ghiaccio statunitense († 2022)
- 1952 - Miguel Ángel Yunes Linares, avvocato e politico messicano
- 1953 - Jean Back, scrittore lussemburghese
- 1953 - Christopher Guard, attore britannico
- 1953 - Jamie McCourt, politica e diplomatica statunitense
- 1953 - Bob Sanders, allenatore di football americano statunitense
- 1953 - Howie Seago, attore statunitense
- 1953 - Phumtham Wechayachai, politico thailandese
- 1954 - Bireyma Diagne, ex cestista senegalese
- 1954 - Hanif Kureishi, drammaturgo, sceneggiatore e scrittore britannico
- 1954 - Bruno Minniti, attore italiano
- 1954 - Boro Primorac, ex calciatore e allenatore di calcio jugoslavo
- 1954 - Pavel Richter, ex hockeista su ghiaccio ceco
- 1955 - Germano Basile, doppiatore, direttore del doppiaggio e attore teatrale italiano († 2018)
- 1955 - Antonio Forcellino, architetto, storico dell'arte e saggista italiano
- 1955 - Dumitru Găleșanu, giurista, poeta e saggista rumeno
- 1955 - Muffet McGraw, ex cestista e allenatrice di pallacanestro statunitense
- 1955 - Karin Neugebauer, ex nuotatrice tedesca orientale
- 1955 - Cai Qi, politico cinese
- 1955 - Art Still, ex giocatore di football americano statunitense
- 1955 - Juha Tiainen, martellista finlandese († 2003)
- 1955 - Marianne Weber, cantante olandese
- 1956 - Klaus Allofs, dirigente sportivo, allenatore di calcio e ex calciatore tedesco
- 1956 - Rosalía Arteaga Serrano, politica ecuadoriana
- 1956 - Brian Backer, attore statunitense
- 1956 - Leila Cordeiro, giornalista brasiliana
- 1956 - Chris Critelli, ex cestista canadese
- 1956 - French Hill, politico statunitense
- 1956 - Ji Zhaoguang, ex cestista cinese
- 1956 - Butch Lee, ex cestista e allenatore di pallacanestro portoricano
- 1956 - Qu Baowei, ex pallanuotista cinese
- 1956 - Ferdi Taygan, ex tennista statunitense
- 1956 - Mario Zahra, ex calciatore maltese
- 1956 - Krystian Zimerman, pianista e direttore d'orchestra polacco
- 1957 - Patriz Ilg, ex siepista e mezzofondista tedesco
- 1957 - Ivano Leccisi, politico italiano
- 1957 - Art Monk, ex giocatore di football americano statunitense
- 1957 - Pino Pirovano, attore, doppiatore e direttore del doppiaggio italiano
- 1957 - Marcelino Sánchez, attore portoricano († 1986)
- 1957 - Preç Zogaj, poeta e scrittore albanese
- 1957 - Helen Zwanenburg, ex cestista olandese
- 1958 - Mark Boals, cantante e bassista statunitense
- 1958 - Carlos Orlando Caballero, ex calciatore honduregno
- 1958 - Dynamite Kid, wrestler inglese († 2018)
- 1958 - Solange Ghernaouti, informatica svizzera
- 1958 - Massimo Marchignoli, politico italiano († 2020)
- 1958 - Erminio Rizzi, ex ciclista su strada italiano
- 1959 - Connie Newton Needham, attrice statunitense
- 1959 - Lee Chapman, ex calciatore inglese
- 1959 - Renzo Contratto, procuratore sportivo e ex calciatore italiano
- 1959 - Maurizio Crozza, comico, imitatore e conduttore televisivo italiano
- 1959 - Robbie France, batterista, produttore discografico e giornalista britannico († 2012)
- 1959 - Anna Maria Giannini, psicologa e criminologa italiana
- 1959 - Oleksandr Jaroslavs'kyj, imprenditore ucraino
- 1959 - Babe Laufenberg, ex giocatore di football americano statunitense
- 1959 - Antonio Milo, politico italiano
- 1960 - Peter Baldacchino, vescovo cattolico maltese
- 1960 - Brian Bromberg, bassista, contrabbassista e produttore discografico statunitense
- 1960 - José Luis Escrivá, economista e politico spagnolo
- 1960 - Osvaldo Golijov, compositore e musicista argentino
- 1960 - Günter Hermann, allenatore di calcio e ex calciatore tedesco
- 1960 - Cathy Lingenga, ex cestista della Repubblica Democratica del Congo
- 1960 - Paul Abel Mamba Diatta, vescovo cattolico senegalese
- 1960 - Jack Russell, cantante statunitense († 2024)
- 1960 - Jérôme Simon, ex ciclista su strada francese
- 1960 - Yim Soon-rye, regista, sceneggiatrice e produttrice cinematografica sudcoreana
- 1961 - Colin Abrahall, cantante britannico
- 1961 - Ronaldo Aquino, politico filippino († 2021)
- 1961 - Massimo Caputi, giornalista, conduttore televisivo e telecronista sportivo italiano
- 1961 - Alan Davies, calciatore gallese († 1992)
- 1961 - Maria De Filippi, conduttrice televisiva, autrice televisiva e produttrice televisiva italiana
- 1961 - Gianfranco Gallo, attore, cantante e drammaturgo italiano
- 1961 - Laura Kasischke, scrittrice e poetessa statunitense
- 1961 - Vladimír Vyoral, ex cestista e allenatore di pallacanestro cecoslovacco
- 1962 - Bruno Cenghialta, dirigente sportivo e ex ciclista su strada italiano
- 1962 - José Cura, tenore, direttore d'orchestra e regista argentino
- 1962 - Christophe Cuvillier, imprenditore francese
- 1962 - Megan Donahue, astronoma e astrofisica statunitense
- 1962 - Lu Jinqing, ex cestista cinese
- 1962 - Andy Luhn, ex sciatore alpino statunitense
- 1962 - Nivek Ogre, musicista, cantante e attore teatrale canadese
- 1962 - Edi Orioli, pilota motociclistico e pilota automobilistico italiano
- 1962 - Samart Payakaroon, thaiboxer e pugile thailandese
- 1962 - Fred Rutten, allenatore di calcio, dirigente sportivo e ex calciatore olandese
- 1962 - Arnold Scholten, allenatore di calcio e ex calciatore olandese
- 1962 - Valerie Watson, ex cestista inglese
- 1963 - Jason Branch, ex attore pornografico statunitense
- 1963 - Doctor Dré, disc jockey e produttore discografico statunitense
- 1963 - Eddie Edwards, ex saltatore con gli sci britannico
- 1963 - Carrie Hamilton, attrice statunitense († 2002)
- 1963 - Iskander Mahmudov, imprenditore uzbeko
- 1964 - Zeno Braitenberg, giornalista, conduttore televisivo e saggista italiano
- 1964 - Chris Connelly, musicista, cantante e attore teatrale britannico
- 1964 - Antonio D'Alessio, politico italiano
- 1964 - Cliff Eidelman, compositore e direttore d'orchestra statunitense
- 1964 - Jay Lane, batterista statunitense
- 1964 - Pablo Morales, ex nuotatore statunitense
- 1964 - Park Joo-bong, ex giocatore di badminton sudcoreano
- 1964 - Maria Pia Valetto, politica italiana
- 1964 - Martin Vinnicombe, ex pistard australiano
- 1965 - Ernesto Aloia, scrittore italiano
- 1965 - Carlton Palmer, allenatore di calcio e ex calciatore inglese
- 1965 - John Rzeznik, chitarrista e cantante statunitense
- 1965 - Valerij Spicyn, ex marciatore russo
- 1965 - Aleksandr Aleksandrovič Žuravlëv, generale russo
- 1966 - Oscar Cantú, vescovo cattolico statunitense
- 1966 - Andrea Chiarotti, hockeista su slittino, hockeista su ghiaccio e allenatore di hockey su ghiaccio italiano († 2018)
- 1966 - Neige Dias, ex tennista brasiliana
- 1966 - Patricia Kaas, cantante e attrice francese
- 1966 - Lee Seung-cheol, cantante sudcoreano
- 1966 - Manish Malhotra, costumista indiano
- 1966 - Patrick Ouchène, cantante belga
- 1966 - Johan Renck, regista, musicista e fotografo svedese
- 1966 - Demet Sağıroğlu, cantante turca
- 1966 - Evelyn Wever-Croes, politica olandese
- 1967 - Gary Allan, cantautore statunitense
- 1967 - Fabio Danti, pilota automobilistico italiano († 2000)
- 1967 - Juan Carlos Fresnadillo, regista, sceneggiatore e produttore cinematografico spagnolo
- 1967 - Luc Jacquet, regista francese
- 1967 - Todd Kerns, bassista, chitarrista e cantante canadese
- 1967 - Knez, cantante montenegrino
- 1967 - Konstantin-Assen di Bulgaria, principe bulgaro
- 1967 - Frank Luck, ex biatleta tedesco
- 1967 - Teoman Öztürk, ex cestista tedesco
- 1967 - Bogdan Stelea, allenatore di calcio e ex calciatore rumeno
- 1967 - Julio César Toresani, calciatore argentino († 2019)
- 1967 - Annachiara Valle, giornalista, scrittrice e blogger italiana
- 1967 - Antony Walker, direttore d'orchestra, direttore teatrale e direttore artistico australiano
- 1967 - Sabine Zwiener, ex mezzofondista tedesca
- 1968 - Roberta Capua, conduttrice televisiva e ex modella italiana
- 1968 - Margaret Cho, comica, stilista e attrice statunitense
- 1968 - Nick Dasovic, allenatore di calcio e ex calciatore canadese
- 1968 - Wendi Deng Murdoch, imprenditrice cinese
- 1968 - Yuriko Fuchizaki, doppiatrice giapponese
- 1968 - Vesa Hakala, ex saltatore con gli sci finlandese
- 1968 - Lisa Marie, attrice e modella statunitense
- 1968 - Lydia Millet, scrittrice statunitense
- 1968 - Edmundo Méndez, ex calciatore ecuadoriano
- 1968 - Chris Nahon, regista e sceneggiatore francese
- 1968 - Falilat Ogunkoya, ex velocista nigeriana
- 1968 - Gonzalo Alfredo Ontiveros Vivas, vescovo cattolico venezuelano
- 1968 - Chalermphon Pormsrirot, ex calciatore e ex giocatore di calcio a 5 tailandese
- 1968 - José Luis Sierra, allenatore di calcio e ex calciatore cileno
- 1969 - Jean Elias, ex calciatore brasiliano
- 1969 - Maria Antonietta Farina Coscioni, politica italiana
- 1969 - Morgan J. Freeman, regista statunitense
- 1969 - Valdemaro Gustinelli, ex pallavolista e dirigente sportivo italiano
- 1969 - Sajid Javid, politico britannico
- 1969 - Alex Kapp Horner, attrice statunitense
- 1969 - Ngudi Nathalie Nzongo, ex cestista della Repubblica Democratica del Congo
- 1969 - Lewis Pugh, nuotatore britannico
- 1969 - Ramón Ramírez, ex calciatore messicano
- 1969 - Lynne Ramsay, regista e sceneggiatrice britannica
- 1969 - Dean Računica, allenatore di calcio e ex calciatore croato
- 1969 - Eric Saindon, effettista statunitense
- 1969 - Asa Somers, attore statunitense
- 1969 - Catherine Tate, attrice e comica britannica
- 1969 - Jennifer Laura Thompson, attrice e soprano statunitense
- 1969 - David Villabona, ex calciatore spagnolo
- 1970 - Franck Azzopardi, ex calciatore francese
- 1970 - Walt Dohrn, attore, comico e regista statunitense
- 1970 - Zeyno Eracar, attrice turca
- 1970 - Jordi Gené, pilota automobilistico spagnolo
- 1970 - Tim Hetherington, fotografo britannico († 2011)
- 1970 - Elijah Litana, ex calciatore zambiano
- 1970 - Alessandro Milan, giornalista, conduttore radiofonico e conduttore televisivo italiano
- 1970 - Susan Sloane, ex tennista statunitense
- 1970 - Thomas Smith, ex giocatore di football americano statunitense
- 1970 - Michel'le, cantautrice e rapper statunitense
- 1970 - Harutyun Vardanyan, ex calciatore armeno
- 1971 - Kliton Bozgo, allenatore di calcio e ex calciatore albanese
- 1971 - Julie Ferrier, attrice francese
- 1971 - Ké, cantante e modello statunitense
- 1971 - Karl-Theodor zu Guttenberg, politico tedesco
- 1971 - Ashia Hansen, ex triplista britannica
- 1971 - Natascha Lusenti, giornalista, conduttrice televisiva e autrice televisiva svizzera
- 1971 - Kali Rocha, attrice statunitense
- 1971 - Kavus Torabi, cantante, compositore e polistrumentista iraniano
- 1971 - Dolly Wells, attrice e sceneggiatrice britannica
- 1972 - Stefano Bollani, compositore, pianista e cantante italiano
- 1972 - Maxine Dexter, politica statunitense
- 1972 - Rei Hiroe, fumettista giapponese
- 1972 - Kamil Hornoch, astronomo ceco
- 1972 - Larbi Mohammedi, pugile francese († 1996)
- 1972 - Linus Sandgren, direttore della fotografia svedese
- 1972 - Joey So, animatore e regista canadese
- 1972 - Ovidiu Stîngă, allenatore di calcio e ex calciatore rumeno
- 1973 - Arik Benado, allenatore di calcio e ex calciatore israeliano
- 1973 - Lorenzo Bianchi Hoesch, compositore italiano
- 1973 - Clic Bloomfield, ex sciatore alpino statunitense
- 1973 - Cristina Bontaș, ex ginnasta rumena
- 1973 - Cláudio Tencati, allenatore di calcio brasiliano
- 1973 - Tamara Donà, attrice, conduttrice televisiva e conduttrice radiofonica italiana
- 1973 - Igor Flores, ex ciclista su strada spagnolo
- 1973 - Danny Franco, allenatore di pallacanestro israeliano
- 1973 - Sorin Grindeanu, politico rumeno
- 1973 - Shalom Harlow, supermodella e attrice canadese
- 1973 - Josef Ivanović, ex calciatore tedesco
- 1973 - Dmytro Kolomijec', aviatore e militare ucraino († 2022)
- 1973 - Mikelangelo Loconte, cantante e musicista italiano
- 1973 - Nature, rapper statunitense
- 1973 - Gianluca Perilli, politico italiano
- 1973 - Danielle Winits, attrice, danzatrice e cantante brasiliana
- 1973 - Corissa Yasen, cestista e multiplista statunitense († 2001)
- 1974 - Carlinhos Paulista, ex calciatore brasiliano
- 1974 - Christelle Daunay, maratoneta e mezzofondista francese
- 1974 - Milton Flores, calciatore honduregno († 2003)
- 1974 - Brian Lewis, ex velocista statunitense
- 1974 - Stacey Lovelace, ex cestista e allenatrice di pallacanestro statunitense
- 1974 - Ben McAdams, politico statunitense
- 1974 - Diego Romero, velista argentino
- 1974 - Lisa Sheridan, attrice statunitense († 2019)
- 1974 - El'brus Tedejev, ex lottatore e politico sovietico
- 1974 - Masaki Tokimoto, ex giocatore di football americano e allenatore di football americano giapponese
- 1975 - Felix Aboagye, ex calciatore ghanese
- 1975 - Stéphane Barthe, ex ciclista su strada francese
- 1975 - Cory Carr, ex cestista statunitense
- 1975 - Peter Hyballa, allenatore di calcio tedesco
- 1975 - Aleksander Knavs, ex calciatore sloveno
- 1975 - Marco Loglisci, pallavolista italiano
- 1975 - Sofi Marinova, cantante bulgara
- 1975 - MacDonald Mukansi, ex calciatore sudafricano
- 1975 - Ronnie O'Sullivan, giocatore di snooker inglese
- 1975 - Paula Patton, attrice statunitense
- 1975 - Tarō Sekiguchi, pilota motociclistico giapponese
- 1975 - Leandro Temporini, calciatore argentino († 2016)
- 1976 - Amy Acker, attrice statunitense
- 1976 - Sultan Rashed, ex calciatore emiratino
- 1976 - Rafinha Bastos, comico e attore brasiliano
- 1976 - Ludovic Clément, ex calciatore francese
- 1976 - Xavier Garbajosa, ex rugbista a 15 e allenatore di rugby a 15 francese
- 1976 - Norishige Kanai, astronauta e medico giapponese
- 1976 - Rachel Komisarz, ex nuotatrice statunitense
- 1976 - Athiel Mbaha, ex calciatore namibiano
- 1976 - Alisa Mizuki, attrice, cantante e modella giapponese
- 1976 - Daniel Pereira, ex calciatore argentino
- 1976 - Jérôme Weibel, schermidore francese
- 1976 - Trent Whiting, ex cestista statunitense
- 1976 - Shaun Williams, lottatore sudafricano
- 1977 - Yaser Salem Ali, ex calciatore emiratino
- 1977 - Jóhann Guðmundsson, calciatore islandese
- 1977 - Annamária Keller, ex cestista ungherese
- 1977 - Rudolf Kraj, ex pugile ceco
- 1977 - Levan Maghradze, ex calciatore georgiano
- 1977 - Peter Marcias, regista italiano
- 1977 - Patrick Ray Pugliese, personaggio televisivo e attore italiano
- 1977 - Alim Qurbanov, ex calciatore azero
- 1977 - David Revivo, allenatore di calcio e ex calciatore israeliano
- 1977 - Armando Riesco, attore portoricano
- 1977 - Tetjana Rud', ex biatleta ucraina
- 1977 - Saskia Santer, ex biatleta e fondista italiana
- 1978 - Neil Druckmann, autore di videogiochi e regista israeliano
- 1978 - María Guardiola, politica e funzionaria spagnola
- 1978 - Peter Hlinka, ex calciatore slovacco
- 1978 - David Hodges, cantautore, musicista e compositore statunitense
- 1978 - Olli Jokinen, ex hockeista su ghiaccio finlandese
- 1978 - Mariano Martínez, attore argentino
- 1978 - Angela Nissel, scrittrice e sceneggiatore statunitense
- 1978 - Irina Suetina, ex cestista moldava
- 1978 - Marcelo Zalayeta, ex calciatore uruguaiano
- 1979 - Paulo Costa, ex calciatore portoghese
- 1979 - Matteo Ferrari, ex calciatore italiano
- 1979 - Jean Franko, attore pornografico venezuelano
- 1979 - Michael Gruber, ex combinatista nordico austriaco
- 1979 - Niklas Hagman, hockeista su ghiaccio finlandese
- 1979 - Tom Hugo, cantante, compositore e musicista norvegese
- 1979 - Evonne Hsu, cantante statunitense
- 1979 - Gareth McAuley, ex calciatore nordirlandese
- 1979 - Marco Notari, cantautore italiano
- 1979 - Rustam Qosimjonov, scacchista uzbeko
- 1979 - Jero Shakpoke, ex calciatore nigeriano
- 1979 - Nick Stahl, attore statunitense
- 1979 - Diego Veronelli, ex tennista argentino
- 1980 - Fabrizio Del Monte, pilota automobilistico italiano
- 1980 - Jason Detrick, ex cestista statunitense
- 1980 - Ekrem Dağ, allenatore di calcio e ex calciatore turco
- 1980 - Shizuka Itō, cantante e doppiatrice giapponese
- 1980 - Gülden Kayalar, pallavolista turca
- 1980 - Jessica Paré, attrice canadese
- 1980 - Luciano Pignatta, calciatore argentino
- 1980 - Jamar Smith, ex cestista statunitense
- 1981 - Adan Canto, attore messicano († 2024)
- 1981 - Valeria Gastaldi, cantante e attrice argentina
- 1981 - Quemont Greer, ex cestista statunitense
- 1981 - Gamal Hamza, ex calciatore egiziano
- 1981 - Leo Kurauzvione, ex calciatore zimbabwese
- 1981 - Lydia Leonard, attrice britannica
- 1981 - Sergej Narubin, ex calciatore russo
- 1981 - Lukas Pachner, snowboarder austriaco
- 1981 - Michael Parker, cestista statunitense
- 1981 - Astrix, disc jockey israeliano
- 1981 - Avery Storm, cantautore statunitense
- 1981 - David Ulevitch, informatico e antropologo statunitense
- 1982 - Roger Bowling, artista marziale misto statunitense
- 1982 - Eddy Curry, ex cestista statunitense
- 1982 - Stephen Dobbie, ex calciatore scozzese
- 1982 - Edwin Draughan, ex cestista statunitense
- 1982 - Boris Georgiev, pugile bulgaro
- 1982 - Keri Hilson, cantautrice statunitense
- 1982 - Pætur Jacobsen, ex calciatore faroese
- 1982 - Mia Jerkov, pallavolista croata
- 1982 - Gabriel Luna, attore statunitense
- 1982 - Vaggelīs Margaritīs, cestista greco
- 1982 - Ján Mucha, allenatore di calcio e ex calciatore slovacco
- 1982 - Fernanda Neves Beling, ex cestista brasiliana
- 1982 - Karl Palatu, ex calciatore estone
- 1982 - Dejan Rusič, ex calciatore sloveno
- 1982 - Kallé Soné, ex calciatore camerunese
- 1982 - Gelsomina Verde, italiana († 2004)
- 1983 - Tayfun Cora, ex calciatore turco
- 1983 - Cooper Cronk, rugbista a 13 australiano
- 1983 - Dmytro Hračov, arciere ucraino
- 1983 - Foued Kadir, calciatore francese
- 1983 - Samantha Lewthwaite, terrorista britannica
- 1983 - Joakim Lindström, hockeista su ghiaccio svedese
- 1983 - Ville Nousiainen, fondista finlandese
- 1983 - Annamay Pierse, ex nuotatrice canadese
- 1983 - Spencer Reed, ex attore pornografico statunitense
- 1983 - Francesco Vespe, nuotatore italiano
- 1984 - Camille Abily, allenatrice di calcio e ex calciatrice francese
- 1984 - Tobías Albarracín, ex calciatore argentino
- 1984 - Shūhei Aoyama, pilota motociclistico giapponese
- 1984 - Fawzi Chaouchi, ex calciatore algerino
- 1984 - Cephas Chimedza, ex calciatore zimbabwese
- 1984 - Tomi Correa, ex calciatore spagnolo
- 1984 - Abdelkader Ghezzal, procuratore sportivo e ex calciatore algerino
- 1984 - Lauren London, attrice statunitense
- 1984 - Tom Muyters, ex calciatore belga
- 1984 - Umberto Scandola, pilota di rally italiano
- 1984 - Manuela Schär, atleta paralimpica svizzera
- 1984 - B.A. Walker, ex cestista statunitense
- 1984 - Tre Whitted, ex cestista e allenatore di pallacanestro statunitense
- 1984 - Edward Zenteno, calciatore boliviano
- 1985 - David Álvarez, calciatore honduregno
- 1985 - McJoe Arroyo, pugile portoricano
- 1985 - McWilliams Arroyo, pugile portoricano
- 1985 - Mehdi Dehbi, attore belga
- 1985 - Aaron Doornekamp, cestista canadese
- 1985 - Eric Pereira, ex calciatore brasiliano
- 1985 - Riccardo Ghedin, ex tennista italiano
- 1985 - André-Pierre Gignac, calciatore francese
- 1985 - Jürgen Gjasula, ex calciatore albanese
- 1985 - Dominique Lamb, ex pallavolista statunitense
- 1985 - Kyle McCarley, doppiatore statunitense
- 1985 - Gianni Meersman, dirigente sportivo e ex ciclista su strada belga
- 1985 - Frankie Muniz, attore statunitense
- 1985 - Bárður Olsen, ex calciatore faroese
- 1985 - Reuben Ross, tuffatore canadese
- 1985 - Josh Smith, ex cestista statunitense
- 1985 - Tom Sturridge, attore britannico
- 1985 - Hiromi Suwa, ex cestista giapponese
- 1985 - Latifa bint Mohammed bin Rashid Al Maktum, principessa emiratina
- 1986 - Rita Akaffou, calciatrice ivoriana
- 1986 - Javier Aramendia, ex ciclista su strada spagnolo
- 1986 - Mykola Bilocerkivec', ex giocatore di calcio a 5 ucraino
- 1986 - LeGarrette Blount, giocatore di football americano statunitense
- 1986 - Javier Gómez Fuertes, ginnasta spagnolo
- 1986 - James Hinchcliffe, pilota automobilistico canadese
- 1986 - Luca Negosanti, thaiboxer italiano
- 1986 - Cristy Nurse, canottiera canadese
- 1986 - Sumanya Purisai, calciatore thailandese
- 1986 - Dave Ryding, sciatore alpino britannico
- 1986 - Adrian Scarlatache, ex calciatore rumeno
- 1986 - Justin Smoak, giocatore di baseball statunitense
- 1986 - Achmadschah Zazai, allenatore di pallacanestro e ex cestista tedesco
- 1987 - Takuma Abe, ex calciatore giapponese
- 1987 - Gimena Blanco, giocatrice di calcio a 5 e calciatrice argentina
- 1987 - Ruud Boffin, ex calciatore belga
- 1987 - Edin Cocalić, ex calciatore bosniaco
- 1987 - Juan Felipe Alves Ribeiro, ex calciatore brasiliano
- 1987 - Kyung Soo-jin, attrice sudcoreana
- 1987 - Jo Leedham, ex cestista britannica
- 1987 - Gabe Miller, giocatore di football americano statunitense
- 1987 - Andreas Odbjerg, cantante danese
- 1987 - A. J. Pollock, giocatore di baseball statunitense
- 1988 - Artëm Ašaev, pallanuotista russo
- 1988 - Ross Bagley, attore statunitense
- 1988 - Tina Charles, cestista statunitense
- 1988 - Florian Geffrouais, multiplista francese
- 1988 - Elizabeth Gleadle, giavellottista canadese
- 1988 - Michael Harris, giocatore di football americano statunitense
- 1988 - Kyle Long, giocatore di football americano statunitense
- 1988 - Nikolai Mašitšev, calciatore estone
- 1988 - Papa Niang, ex calciatore senegalese
- 1988 - Michelle Nogueras, pallavolista portoricana
- 1988 - Joanna Rowsell, ex pistard e ciclista su strada britannica
- 1988 - Khadijah Rushdan, ex cestista e allenatrice di pallacanestro statunitense
- 1988 - Manuel Schmiedebach, calciatore tedesco
- 1988 - Tsukasa Shiotani, calciatore giapponese
- 1988 - Miralem Sulejmani, ex calciatore serbo
- 1988 - Anna Szymańska, calciatrice polacca
- 1988 - Diego Tonetto, calciatore argentino
- 1988 - Rumi Utsugi, calciatrice giapponese
- 1989 - Gregory Tyree Boyce, attore statunitense († 2020)
- 1989 - Jurrell Casey, ex giocatore di football americano statunitense
- 1989 - Laura Colella, sceneggiatrice italiana
- 1989 - Federico Fashion Style, parrucchiere e personaggio televisivo italiano
- 1989 - Mike James, giocatore di football americano statunitense
- 1989 - Pamela Jelimo, mezzofondista keniota
- 1989 - Maksym Kalenčuk, ex calciatore ucraino
- 1989 - Ibrahim Koné, calciatore ivoriano
- 1989 - Kwon Yu-ri, cantante e attrice sudcoreana
- 1989 - Julija Ležneva, soprano e mezzosoprano russo
- 1989 - Linet Masai, mezzofondista keniota
- 1989 - Steven Means, giocatore di football americano statunitense
- 1989 - Daryl van Mieghem, calciatore olandese
- 1989 - Jean-Marc Mwema, cestista belga
- 1989 - John van den Raadt, ex giocatore di football americano statunitense
- 1989 - Emanuele Vicorito, attore italiano
- 1989 - Blidi Wreh-Wilson, giocatore di football americano statunitense
- 1989 - Aviram Zelekovits, ex cestista israeliano
- 1990 - Óscar Aguirre, pallavolista messicano
- 1990 - Günay Ağakişiyeva, taekwondoka azera
- 1990 - Montee Ball, ex giocatore di football americano statunitense
- 1990 - Zied Boughattas, calciatore tunisino
- 1990 - Alberto Chillon, rugbista a 15 italiano
- 1990 - Ifeanyi Edeh, ex calciatore nigeriano
- 1990 - Marvin Knoll, calciatore tedesco
- 1990 - Adel Mechaal, mezzofondista spagnolo
- 1990 - Spyros Mourtos, cestista greco
- 1990 - Clive Murray, calciatore grenadino
- 1990 - Ransford Osei, ex calciatore ghanese
- 1990 - Cléber Janderson Pereira Reis, calciatore brasiliano
- 1990 - Julio César Rodríguez Giménez, calciatore paraguaiano
- 1990 - Vincent Sanford, cestista statunitense
- 1990 - Benedikt Staubitzer, sciatore alpino tedesco
- 1990 - Sergio Sylvestre, cantante statunitense
- 1990 - Abel Tamata, ex calciatore olandese
- 1990 - David Morris Taylor, lottatore statunitense
- 1991 - Matías Alemanno, rugbista a 15 argentino
- 1991 - Hornet La Frappe, rapper francese
- 1991 - Simon Billy, sciatore di velocità francese
- 1991 - Dana Cranston, pallavolista canadese
- 1991 - Omar Elabdellaoui, ex calciatore norvegese
- 1991 - Renaud Emond, ex calciatore belga
- 1991 - Cam Fowler, hockeista su ghiaccio canadese
- 1991 - Ivan Radojičić, giocatore di football americano serbo
- 1991 - Jonathan Ring, calciatore svedese
- 1991 - Jacopo Sala, calciatore italiano
- 1991 - Talir Satterfield-Rowe, ex giocatore di football americano e allenatore di football americano statunitense
- 1991 - Carolin Schäfer, multiplista tedesca
- 1991 - Christian Yelich, giocatore di baseball statunitense
- 1991 - Abdellah Zoubir, calciatore francese
- 1992 - Knute Johnsgaard, ex fondista canadese
- 1992 - Denzel Perryman, giocatore di football americano statunitense
- 1992 - Carlos Pomares, calciatore spagnolo
- 1992 - Ángel Rodríguez Tricoche, cestista portoricano
- 1993 - Michael Anaba, ex calciatore ghanese
- 1993 - Ross Barkley, calciatore inglese
- 1993 - Choe Hyo-sim, sollevatrice nordcoreana
- 1993 - Alex Christian, calciatore haitiano
- 1993 - Marcus Eriksson, ex cestista svedese
- 1993 - Anthony Gaines, cestista statunitense
- 1993 - Kuluberhan Ghebretensae, calciatore eritreo
- 1993 - Laura Gimmler, fondista tedesca
- 1993 - Michelle Gisin, sciatrice alpina svizzera
- 1993 - Kevin Shem, calciatore vanuatuano
- 1993 - Luciano Vietto, calciatore argentino
- 1993 - Sherise Williams, cestista statunitense
- 1994 - Margherita Bastianelli, calciatrice italiana
- 1994 - Alexandra Beaton, attrice e ballerina canadese
- 1994 - Ondrej Duda, calciatore slovacco
- 1994 - Trey Hendrickson, giocatore di football americano statunitense
- 1994 - Thanapon Jarujitranon, attore televisivo thailandese
- 1994 - Matt Jones, ex cestista statunitense
- 1994 - Alicia Moravčíková, cestista slovacca
- 1994 - Oscar Javier Méndez, calciatore uruguaiano
- 1994 - Giada Nicco, calciatrice italiana
- 1994 - Joseph Ochaya, calciatore ugandese
- 1994 - Semi Ojeleye, cestista statunitense
- 1994 - Dmitrij Putilov, giocatore di calcio a 5 russo
- 1994 - Stanley Ratifo, calciatore mozambicano
- 1994 - Luisa Rodríguez Rubio, nuotatrice artistica messicana
- 1994 - Guy Sagiv, ex ciclista su strada israeliano
- 1994 - Samir Caetano de Souza Santos, calciatore brasiliano
- 1994 - Victoria Voxxx, attrice pornografica statunitense
- 1994 - Grant Ward, calciatore inglese
- 1995 - Timothy Castagne, calciatore belga
- 1995 - Amit Gershon, cestista israeliano
- 1995 - Michal Klec, calciatore slovacco
- 1995 - Anthony Martial, calciatore francese
- 1995 - Kristoffer Ødemarksbakken, calciatore norvegese
- 1995 - Kaetlyn Osmond, ex pattinatrice artistica su ghiaccio canadese
- 1995 - Taz Skylar, attore britannico
- 1995 - Alexander Sørloth, calciatore norvegese
- 1995 - B.J. Stith, ex cestista statunitense
- 1995 - Buse Tosun, lottatrice turca
- 1996 - Sergi Aragonès, hockeista su pista spagnolo
- 1996 - Nysier Brooks, cestista statunitense
- 1996 - Oreste Cavuto, pallavolista italiano
- 1996 - Holly Edmondston, pistard e ciclista su strada neozelandese
- 1996 - Oliver Grob, pattinatore di velocità su ghiaccio svizzero
- 1996 - Sterling Hofrichter, giocatore di football americano statunitense
- 1996 - Iuri Lomadze, lottatore georgiano
- 1996 - Rebecca Lonedo, mezzofondista italiana
- 1996 - Amour Loussoukou, calciatore congolese (Repubblica del Congo)
- 1996 - Mauricio Vieyto, giocatore di beach volley uruguaiano
- 1996 - Kevin o Chris, cantante brasiliano
- 1997 - Shūto Abe, calciatore giapponese
- 1997 - Souleymane Anne, calciatore francese
- 1997 - Nelson Lutin, giocatore di calcio a 5 francese
- 1997 - Nicolás Martínez, calciatore uruguaiano
- 1997 - Pier Andrea Matteazzi, nuotatore italiano
- 1997 - Clara Rugaard, attrice danese
- 1997 - Sophie Simnett, attrice britannica
- 1997 - Tarek Salman, calciatore qatariota
- 1997 - Ifet Đakovac, calciatore bosniaco
- 1998 - Leonardo Caetano Silva, calciatore e ex giocatore di calcio a 5 brasiliano
- 1998 - Stefanos Evaggelou, calciatore greco
- 1998 - Phlandrous Fleming, cestista statunitense
- 1998 - Mehdi Ghayedi, calciatore iraniano
- 1998 - Conan Gray, cantante e youtuber statunitense
- 1998 - Randal Kolo Muani, calciatore francese
- 1998 - Fabian Kratz, giocatore di football americano tedesco
- 1998 - Seol Young-woo, calciatore sudcoreano
- 1999 - Filip Barna, cestista serbo
- 1999 - Josh Benson, calciatore inglese
- 1999 - Viviana Del Angel, tuffatrice messicana
- 1999 - Samiyah Hassan Nour, mezzofondista gibutiana
- 1999 - Idris Kanu, calciatore inglese
- 1999 - Maša Kondratenko, cantante e attrice ucraina
- 1999 - Alessandro Morgillo, cestista italiano
- 1999 - Willy Ta Bi, calciatore ivoriano († 2021)
- 1999 - Vladyslav Ukraïnec', militare ucraino († 2022)
- 2000 - Lineth Cedeño, calciatrice panamense
- 2000 - Jefferson Díaz, calciatore colombiano
- 2000 - Željko Gavrić, calciatore serbo
- 2000 - Cam Hart, giocatore di football americano statunitense
- 2000 - A J Hurt, sciatrice alpina statunitense
- 2000 - Dillom, rapper argentino
- 2000 - Uroš Trifunović, cestista serbo

## XXI secolo(15)
- 2001 - Peter Lundström, giocatore di football americano finlandese
- 2001 - Gaia Maris, rugbista a 15 italiana
- 2001 - Alessandro Michieletto, pallavolista italiano
- 2001 - Lil Double 0, rapper statunitense
- 2001 - Diego Velazquez, attore salvadoregno
- 2002 - Raúl Moro, calciatore spagnolo
- 2002 - Supitchaya Songpan, nuotatrice artistica thailandese
- 2003 - Jaime Czarkowski, nuotatrice artistica statunitense
- 2004 - Marina García Polo, nuotatrice artistica spagnola
- 2004 - Jules LeBlanc, youtuber, attrice e cantante statunitense
- 2005 - Anna Marie Jaklová, fondista ceca
- 2005 - Andy Rojas, calciatore costaricano
- 2005 - Giulia Vetrano, nuotatrice italiana
- 2006 - Silia Kapsis, cantante, attrice e ballerina australiana
- 2006 - Audrey Kwon, nuotatrice artistica statunitense

## Senza anno specificato(1)
- Samora Smallwood, attrice canadese